# Патерсон, Кэти
Кэти Патерсон (род. 1981) — художница из Глазго (Шотландия) , постоянно проживающая в Берлине. Её мультимедийные произведения построены вокруг переводов, расстояния и масштаба. Патерсон имеет степень бакалавра в Эдинбургском колледже искусств (2004) и степень магистра в Школе изящных искусств Феликса Слейда (2007). Также она является почетным членом Эдинбургского университета (2013). Помолвлена с художником Джоном Мартином Каллананом.

## Работы
При работе над одним из проектов она создала карту 27 тысяч известных мёртвых звёзд. Другой проект История Тьмы представляет собой серию слайдов и фотографий космической пустоты, «пронумерованных и с указанием расстояния от Земли в световых годах.» В активе Патерсон есть персональные выставки в Галерее современного искусства в Оксфорде, в галерее Kettle’s Yard в Кембридже, в Галерее Mead, Уорикском Центре искусств, в других галереях и художественных центрах Лондона, Вены, Сеула.
В августе 2014 года, Патерсон начала проект Библиотека будущего, рассчитанный на 100 лет. Ею были высажены 1000 сосен в лесном массиве Нордмарка в Осло. Каждый год в этом месте в землю будут зарывать рукопись нового романа одного из современных писателей. В 2114 году сосны вырастут, и из них можно будет сделать бумагу для печати ста романов, рукописи которых будут тогда же извлечены из земли Первым «зарытым» в рамках проекта автором стала Маргарет Этвуд.

## Награды
- Премия South Bank Sky Arts Award 2014 года в области изобразительного искусства
- Почетный сотрудник Университета Эдинбурга (2013)
- Премия «Дух Шотландии» 2014 года[33]